# Autriche aux Jeux olympiques d'été de 1976
L'équipe olympique d'Autriche participe aux Jeux olympiques d'été de 1976 à Montréal. Elle y remporte une médaille : une en bronze, se situant à la trente-septième place des nations au tableau des médailles. L'athlète Günther Pfaff est le porte-drapeau d'une délégation autrichienne comptant 60 sportifs (54 hommes et 6 femmes).